# Unroque I de Teisterbante
Unroque I de Teisterbante ou Unroch I de Teisterbante (945 - 1018 foi conde de Teisterbante território que foi na Idade Média um ou condado de Vlaardingen de Tiel, delimitado pelos rios Lek, Maas, Waal e IJssel.

## Relações familiares
Foi filho de Eberardo de Hamaland (? - 967) e de Amalrada de Hamaland. Casou com N de Teisterbante de quem teve:
1. Freteardo de Teisterbante (973 - 1037) casou com Berta de Batávia, filha de Rodolfo da Batávia e de N de Vliermal,[3]
2. Eberardo de Teisterbante (? -978)
3. Adalboldo II (c. 975 - 27 de novembro de 1026), bispo de Utreque entre 1010-1026.
4. Godizo de Teisterbante